# Edmond Willequet
Henri Edmond Willequet (Ronse, 12 juli 1825 - Gent, 1 september 1905) was een Belgisch volksvertegenwoordiger.

## Levensloop
Hij was een zoon van de onderwijzer Jean Willequet en van Marie-Rosalie Bataille. Hij trouwde met Josine Vandersmissen.
Hij promoveerde tot doctor in de rechten (1850) aan de Rijksuniversiteit Gent en vestigde zich tot aan zijn dood als advocaat in Gent.
Van 1869 tot 1878 was hij provincieraadslid voor Oost-Vlaanderen. In juni 1878 werd hij verkozen tot liberaal volksvertegenwoordiger voor het arrondissement Gent en vervulde dit mandaat tot in 1886.
Hij was een medestichter van het Davidsfonds.